# Тийяде, Жан-Батист де Кассанье де
Жан-Батист де Кассанье (фр. Jean-Baptiste de Cassagnet; ум. 22 августа 1692), маркиз де Тийяде — французский генерал.

## Биография
Второй сын Габриеля де Кассанье, маркиза де Тийяде, и Мадлен Летелье, брат Габриеля де Кассанье.
Прапорщик Французской гвардии (1654), участвовал в деблокировании Арраса, в 1655-м в осадах и взятии Ландреси, Конде и Сен-Гилена. В 1656 году получил роту в кавалерийском полку Рокепина и участвовал в осаде Валансьена и бою под этой крепостью. В 1657 году был при осаде и взятии Монмеди, в 1658-м участвовал в битве на Дюнах, осадах и взятии Дюнкерка и Гравелина.
24 апреля был назначен знаменосцем роты жандармов королевы при формировании этого подразделения. Адъютант армий короля (25.03.1664), отправился в Джиджельскую экспедицию на побережье Алжира в составе отряда герцога де Бофора и маркиза де Гаданя, отличился в битве с маврами и вернулся во Францию в октябре.
Патентом от 7 декабря 1665 набрал роту кавалерии, включенную в состав кирасирского полка. В апреле 1666 отставлен от должности знаменосца жандармов королевы. В 1667 году с кирасирским полком служил при осадах и взятии Турне, Дуэ и Лилля. Патентом от 8 июля набрал набрал кавалерийский полк своего имени (позднее короля), расформированный 24 мая 1668, за исключением кампмейстерской роты, сохраненной за ним приказом от 26-го.
Полк был восстановлен 9 августа 1671 и участвовал во всех завоеваниях, сделанных в Голландии в кампанию 1672 года. Участвовал в осаде Маастрихта в 1673 году. Бригадир (13.02.1674), сражался в битве при Сенефе под командованием принца Конде. В 1675 году содействовал взятию Льежа, Динана, Юи, Лимбурга, в 1676-м Конде, Бушена и Эра. Кампмаршал (25.02.1677), служил при осаде Валансьена, Камбре и его цитадели, и деблокировании Шарлеруа, в 1678-м при осадах и взятии Гента и Ипра. Генерал-лейтенант (28.06.1678), под командованием маршала Люксембурга участвовал в блокаде Монса и битве при Сен-Дени возле этого города.
23 января 1679 в Сен-Жермен-ан-Ле был назначен капитан-лейтенантом роты Ста швейцарцев штатной королевской гвардии. Гардеробмейстер короля. В 1684 году служил во Фландрской армии, прикрывавшей осаду Люксембурга. В сентябре 1688 назначен губернатором Коньяка. 31 декабря того же года был пожалован в рыцари орденов короля.
20 марта 1689 определен в Германскую армию маршала Дюраса, в апреле сложил командование кавалерийским полком. 30 июня 1690 получил губернаторство в Аррасе и генеральное наместничество в Артуа; отказался от губернаторства в Коньяке. В 1691 году участвовал в битве при Лёзе, в 1692-м в осаде Намюра и битве при Стенкерке, где получил ранение мушкетной пулей в бедро и умер от этой раны через несколько дней.
Был холост.